# Trinidad Carrillo
Trinidad Carrillo (Lima, 1975) es una fotógrafa y músico peruana radicada en Suecia. Ha publicado los fotolibros Naini and the Sea of Wolves (Farewell Books), The Name from Mars y No Name y obtenido premios y reconocimientos internacionales. Paralelamente a su trabajo visual, es cantante y compositora de Pentapolar Birds, proyecto de música experimental.

## Educación
Entre 1994 y 1996 Carrillo estudió fotografía en el Järva Atelje y en GFU en Estocolmo, para luego continuar sus estudios de fotografía en el Instituto Antonio Gaudí, en Lima. Obtuvo el grado de MFA el año 2006 en la Escuela de Fotografía de la Universidad de Gotemburgo.

## Trayectoria
Entre sus principales exposiciones individuales están: "Swedish Photography Award", en el Museum of World Culture, Gotemburgo (2018); "Anacoluto", en el Centro Cultural Inca Garcilaso de la Vega, en el marco de la Bienal de Fotografía de Lima (2014); Exposición como parte del "Premio Descubrimientos", en Les Rencontres d'Arles, Arles (2004). Ha participado en muestras colectivas como "Träd" en el Kulturens hus Luleå; "Stadslandskap: Fragment, minnen, visioner" y "Den Romantiska Postmodernismen" en el  Göteborgs Konstmuseum; "Yesterday we wanted to be the Sky" en Komerade; "La Fotografía después de la fotografía", en el marco de la Bienal de fotografía de Lima, Sala Raúl Porras Barrenechea; "Paisajes del norte", Museo de Arte Moderno de Bogotá, en el marco de la Bienal de Fotografía de Bogotá,  entre otras.
Ha tocado con Pentapolar birds, su proyecto musical, en numerosos espacios en Lima y ha editado el  disco Birds of Ghosts con Buh Records.

## Principales obras
Obras suyas forman parte de colecciones públicas y privadas como: Göteborgs Konstmuseum; Uppsalas Universitet; Sundsvalls Mittuniversitet, Art Museum of the Americas, Colección Hoschild, entre otras. Entre sus series más importantes se encuentran: Maestro Papagayo (1997-2001); Braiding (1997-2007); Naini and the Sea of Wolves y The Name from Mars.

## Reconocimientos
Ha recibido numerosos reconocimientos como:
- Beca de trabajo de 5 años del Swedish Arts Grants Comittee. 2019
- Swedish Photography Award de Sandeng[2] 2018
- Beca de trabajo de 1 año de Sveriges Författarfond. 2017
- Nominada al Deutsche Börse Photography Prize por la exposición "From the Sea of Wolves". 2009

## Publicaciones
- No Date. 2016 Art and Theory Publishing.
- The Name from Mars.
- Naini and the Sea of Wolves.[1]